# ヤシュチラン

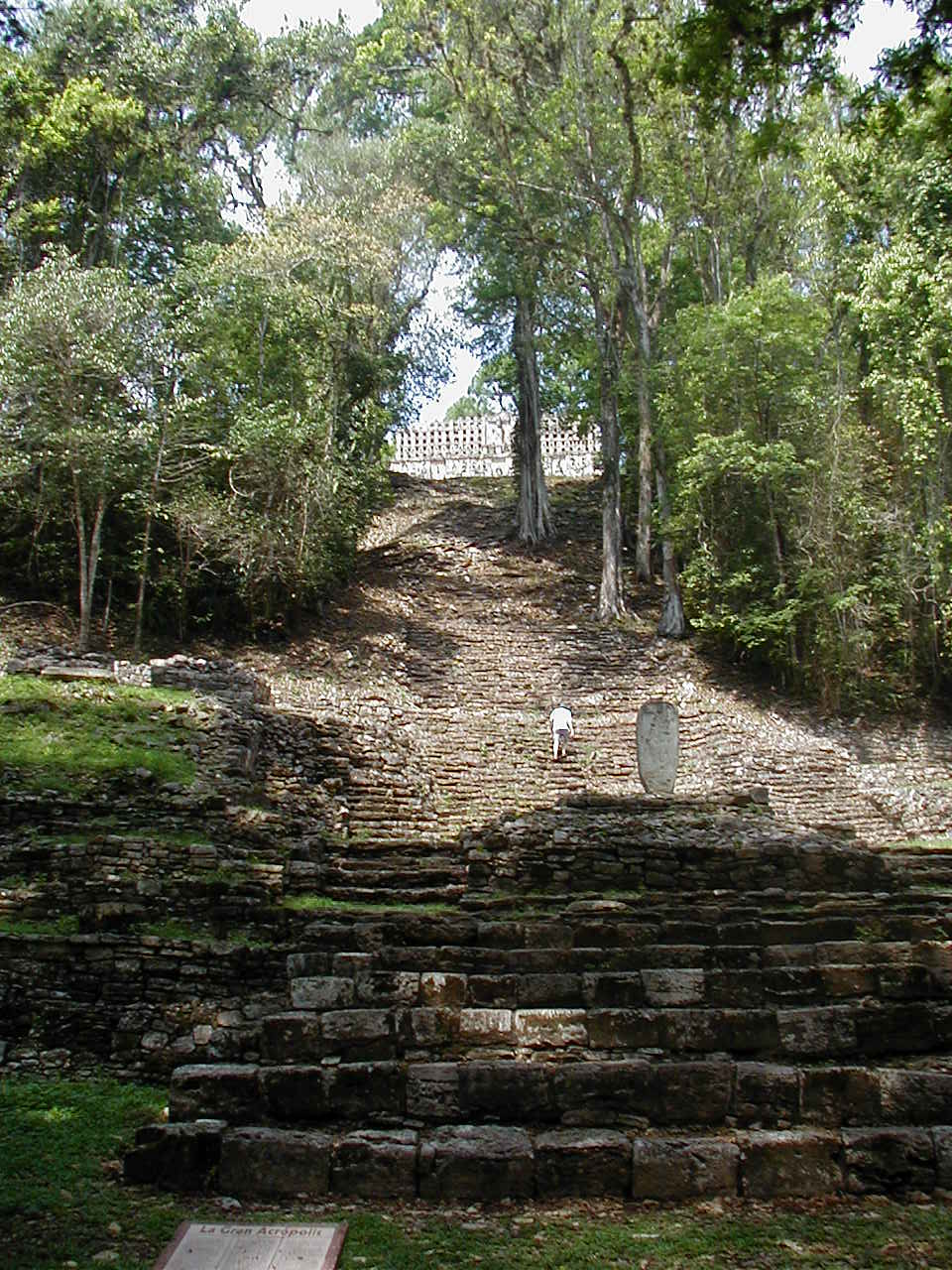
建造物33号へと向かう長い階段。奥に飾り屋根が見える。

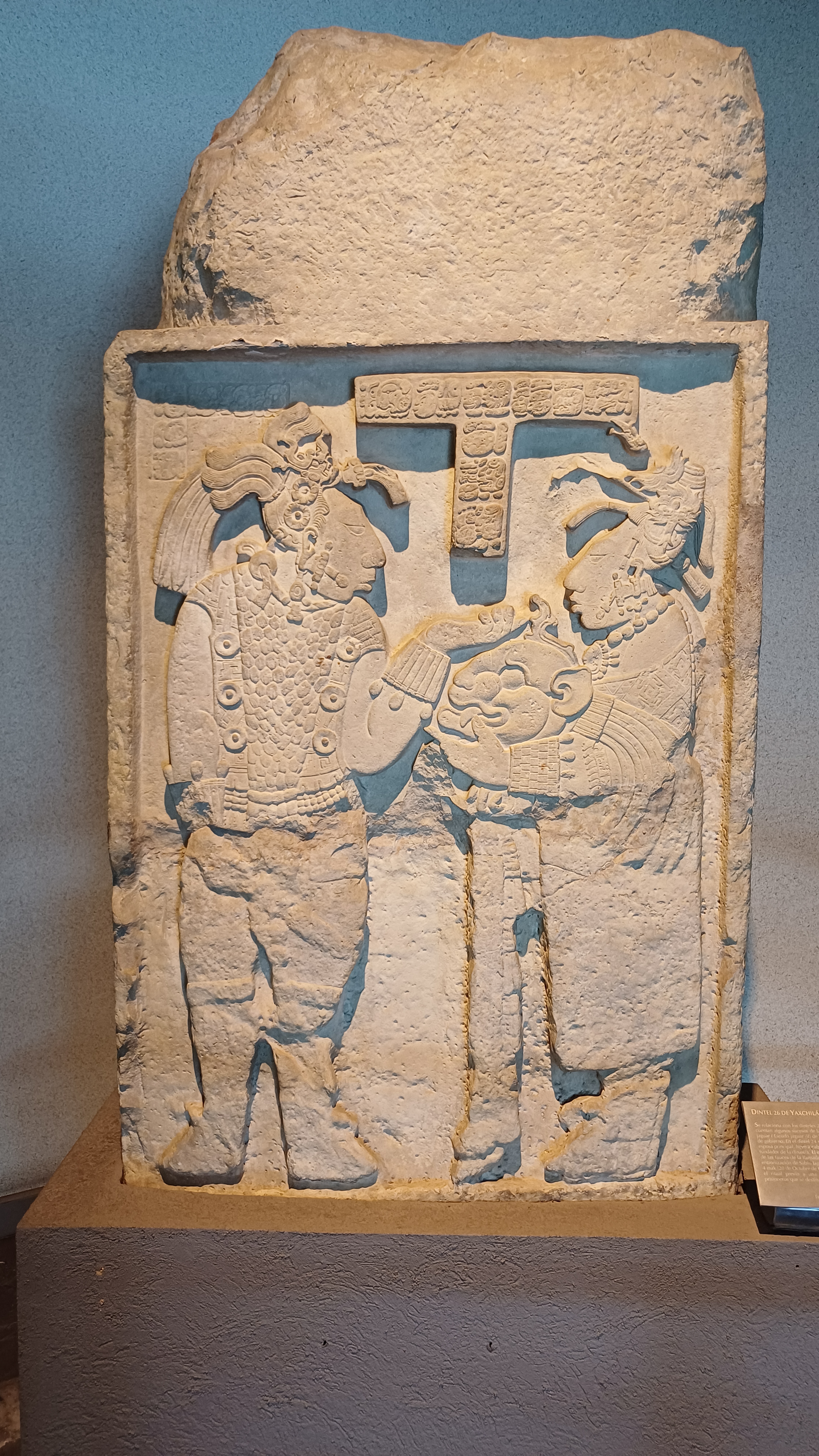
建造物23号にあったリンテル26号。724年と726年の日付があり、カバル・ショーク王妃がイツァムナーフ・バラム2世にジャーガーの兜を手渡している様子を描いている。メキシコ国立人類学博物館蔵。古典期における彫刻の最高傑作とされる。

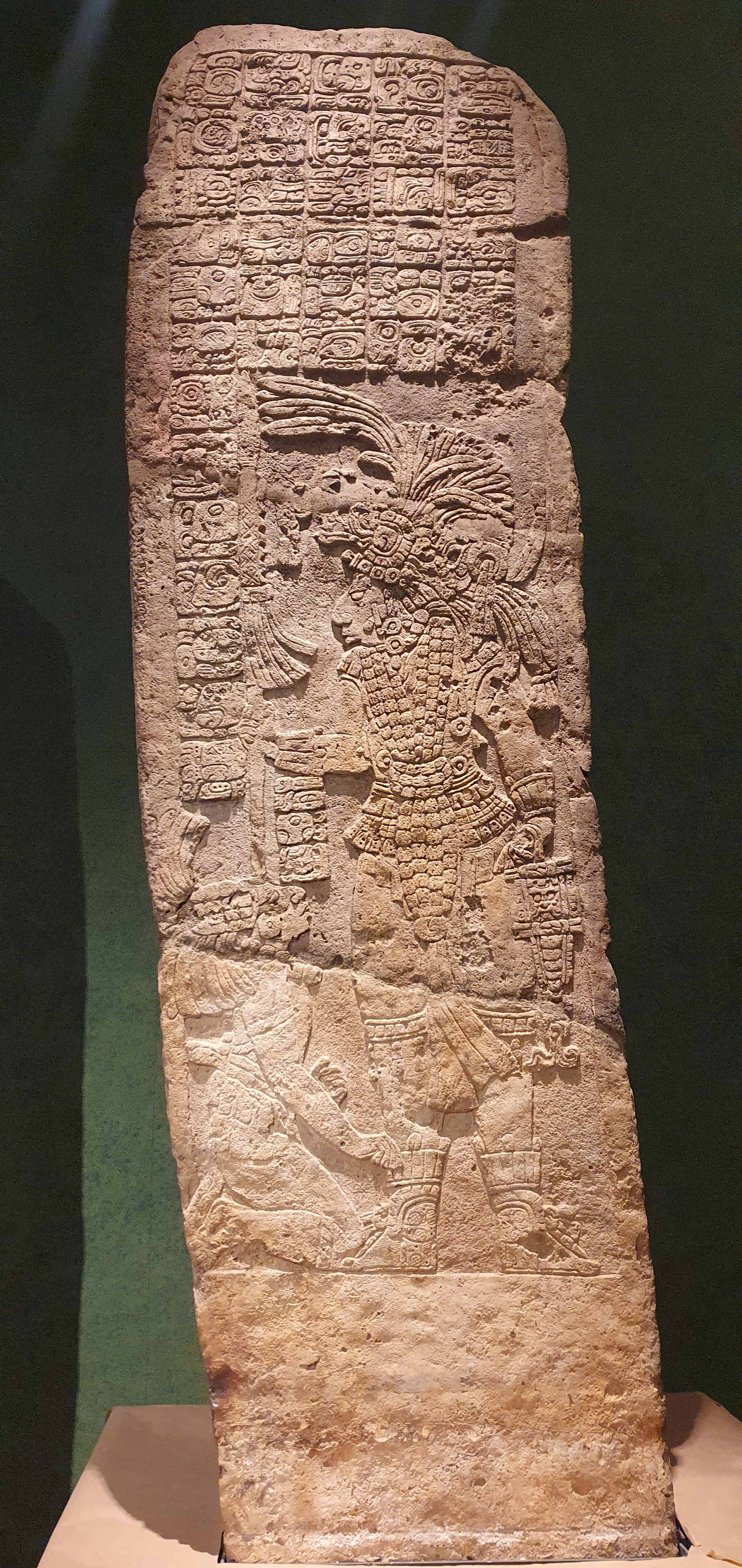
石碑18号。イツァムナーフ・バラム2世がラカンハの王を捕虜にした様子が記録されている。メキシコ国立人類学博物館蔵。

ヤシュチラン（Yaxchilan）は、メキシコ合衆国チアパス州のウスマシンタ川上流域にある古典期マヤ文明の都市遺跡。特に、王の姿や碑文が刻まれた58個ものリンテル（まぐさ石）で名高い。
ウスマシンタ川を挟んで対岸はグアテマラ共和国ペテン県である。サリナス川とパシオン川が合流しウスマシンタ川を形成する地点からおよそ90キロメートルほど下流に位置し、さらに40キロメートルほど下流には長年ライバル関係にあったピエドラス・ネグラスが存在した。川が大きく湾曲しオメガ状のカーブを形成し、カーブの内側の直径3.5キロメートルほどの区域に遺跡がある 。神殿が立ち並ぶ遺跡の中核部（大広場）は川に面した幅100メートルで長さ1キロメートルほどの狭い人工のテラス上に建設されており、残りの主要な建造物はテラスの裏にあるカルスト地形の丘の斜面や頂上に建っている。
現在一般的に用いられているヤシュチランという名称はオーストリア人探検家テオベルト・マーラーが命名したもので、マヤ語で「緑の石」を意味する。マーラー以前にこの遺跡を訪れたエドウィン・ロックストローやイギリス人探検家アルフレッド・モーズレーはMenchéまたはMenché Tinamit（メンチェー・ティナミット。Menchéはマヤ語で「若い森」、Tinamitはナワトル語で「都市」の意味。Menchéは現地に住んでいたラカンドン族の首長の名であった。）、フランス人探検家デジレ・シャルネーはLa Ville Lorillard（「ロリヤールの都市」の意味。後援者であったタバコ商人ピエール・ロリヤール4世の名をつけた。）と、それぞれ異なった名称をつけている。また、紋章文字の解読から古代のヤシュチランは、Pa'chan（パ・チャン、割れた空）と呼ばれていたことが判明している。

## 歴史
碑文に残る記録によると、359年に即位した「ヨアート・バラム1世」によって都市が創設されたとされる。6世紀前半の10代目の王「結び目ジャガー2世」や11代目の王「キニチ・タトゥブ・頭蓋骨2世」の時代には、ピエドラス・ネグラスやボナンパクとの戦争に勝利し、中部低地の二大国であったティカルとカラクムルからも高位の貴族を捕虜にしている。
やがて、681年に即位する偉大な王「イツァムナーフ・バラム2世」の60年に及ぶ治世によって華々しい建築活動が行われるが、それまでの150年ほどについては後世に歴史の捏造が行われていたり、碑文の保存状態が悪いこともあり、詳しいことは分かっていない。この歴史の空白期間の原因は、既に大都市に成長していたピエドラス・ネグラスに隷属していたとする説や、近隣の大都市であるパレンケやトニナーとの関係も指摘されている。7世紀末から8世紀にかけての「イツァムナーフ・バラム2世」とその息子の「鳥ジャガー4世」の時代がヤシュチランの最盛期であり、ラカンハやボナンパクといった都市を従え、高い飾り屋根が特徴的な建造物33号など現在目にすることができる建造物の多くを建設し、芸術性に優れた多くの作品を残した。
その後、建設・芸術活動は衰退していき、808年にピエドラス・ネグラスへの勝利を記したリンテル10号がつくられてほどなくして、人口が激減し、やがて都市は放棄された。

## ヤシュチランの王
1. ヨアート・バラム1世 359年即位 - 不明
2. イツァムナーフ・バラム1世 不明
3. 鳥ジャガー1世   378年即位 - 389年
4. ヤシュ・鹿の角・頭蓋骨   389年即位 - 不明
5. 支配者5   402年在位
6. キニチ・タトゥブ・頭蓋骨1世   不明
7. 月・頭蓋骨   454年在位 - 467年
8. 鳥ジャガー2世  　467年即位
9. 結び目ジャガー1世   508年在位 - 518年頃
10. キニチ・タトゥブ・頭蓋骨2世   526年即位 - 537年在位
11. 結び目ジャガー2世   564年在位
12. 鳥ジャガー3世   629年即位 - 669年在位
13. イツァムナーフ・バラム2世   681年即位 - 742年死亡
14. ヨアート・バラム2世   749年在位
15. 鳥ジャガー4世   752年即位 - 768年在位
16. イツァムナーフ・バラム3世   769年在位 - 800年頃
17. キニチ・タトゥブ・頭蓋骨3世   808年在位

## 建造物
ヤシュチランでは多数の建造物が発見されており、そのうち89個に対して番号が割り振られている。建造物1号から建造物52号までは20世紀初頭のテオベルト・マーラーの調査によるもので、建造物53号から建造物88号までは1930年代のジョン・ボールズの調査によるものである。ただし、球戯場である建造物14号や67号、大広場にある川と平行して7個の建造物が並んだ建造物66号のように、複数の建造物に対しまとめてひとつの番号が割り振られている場合もある。

### 区分
ヤシュチランの建造物は立地によっていくつかのグループに分けることができるが、著者や書籍によってその分け方は微妙に異なる。代表的なものを3つ挙げる。
テオベルト・マーラー
1903年に発表された"Researches in the central portion of the Usumatsintla Valley"において、読者の混乱を避けるため、次の5つのグループに分けて順番に説明を行った。
- 湾曲した土手と、北西の斜面に隣接したテラス上に存在する建造物 (The Curved Embankment and the Buildings on the Terraces of the northwestern slope of the adjacent mountain range)

建造物1号 - 19号
- 北西の斜面の底部付近に存在する一連の神殿 (The chain of Temples near the foot of the northeastern slope of the mountain range)

建造物20号 - 24号
- 北西の斜面のより高所に存在する一連の建造物 (The Second Chain of Structures, situated somewhat higher up on the same slope)

建造物25号 - 32号
- 大アクロポリス (The Great Acropolis)

建造物33号 - 41号
- 小アクロポリス (The Lesser Acropolis)

建造物42号 - 52号
キャロリン・E・テイト
1992年に刊行された"Yaxchilan: The Design of a Maya Ceremonial City."によると、マーラーやその後の調査を参考に、次のように区分している。
- 川沿いと大広場 (Main Plaza)内にある建造物

建造物4号 - 17号, 66号 - 68号, 74号, 80号, 81号
- 大広場の西と南の基壇上にある第一テラス (First terrace)　の建造物

建造物1号 - 3号, 18号 - 24号, 31号, 32号, 69号 - 72号, 75号, 77号 - 79号, 82号, 83号
- 大広場の西の丘陵上にある第二テラス (Second terrace) の建造物

建造物25号 - 30号
- 中央アクロポリス （Central Acropolis）

建造物33号 - 38号
- 南アクロポリス (South Acropolis)

建造物39号 - 41号
- 西アクロポリス (West Acropolis)

建造物42号 - 52号, 87号
- 北西グループ (Northwest Group)

建造物84号 - 86号
- 南東グループ (Southeast Group)

建造物53号 - 65号, 88号
ラウラ・エレナ・ソテロ・サントス
同じく1992年に刊行された"Yaxchilán"によると、次のように区分している。
- 大広場 (Gran Plaza)
  - 西基壇 (plataforma oeste)

建造物18号, 19号, 76号 - 78号
  - 北セクション (sección norte)

建造物12号, 14号 - 17号
  - 中央セクション (sección central)

建造物9号 - 11号, 22号 - 24号, 74号
  - 東セクション (sección oriente)

建造物1号 - 7号, 20号, 21号, 69号 - 73号, 89号
  - 南セクション (sección sur)

（建造物4号）, 建造物53号 - 68号
- 小アクロポリス (Acrópolis Pequeña)

建造物31号, 32号, 42号 - 52号, 80号
- 北グループ、もしくはミルパのグループ (Grupo Norte o de La Milpa)

建造物84号 - 86号
- 大アクロポリス (Acrópolis Grande)
  - 第一レベル (primer nivel)

建造物27号 - 30号
  - 第二レベル (segundo nivel)

建造物25号, 26号
  - 第三レベル (tercer nivel)

建造物33号
  - 第四レベル (cuarto nivel)

建造物34号 - 36号
  - 第五レベル (quinto nivel)

建造物37号 - 38号
- 南アクロポリス (Acrópolis Sur)

建造物39号 - 41号

### 個々の建造物
本節では、ソテロ・サントス(1992)による立地区分を用いて説明を行う。
建造物1号
大広場の東セクションの斜面側、大広場の地面から3メートルほど高いテラス上に位置する。現在は崩壊しているが、かつては東西約17メートル南北約7.5メートルの規模で、内部には5つの部屋があった。マーラーの発掘によってリンテル5号から8号が発見され、「4つの彫刻されたリンテルの神殿」、「二重十字の神官の神殿」とも呼ばれる。リンテルに刻まれた日付は752年と755年で、いずれも鳥ジャガー4世の治世の早期のものである。テイト(1992)は建設された時代を9.16.6.0.0.（757年）と推定している。
建造物2号
大広場の東セクションの斜面側、建造物1号の北側にある。内部には部屋がひとつ。唯一の入り口のある正面を北に向けている。マーラーによってリンテル9号が発見されている。「Halachvinicの神殿」とも呼ばれる。リンテル9号の日付は768年で、鳥ジャガー4世に関する最後の記録である。テイト(1992)は建設された時代を9.17.0.0.0.（771年）と推定している。
建造物3号
大広場の東セクションの斜面側、建造物1号の北側、建造物2号の西隣にある。マーラーが発見した1897年当時には既に崩壊しており、現在は整備されて小さな基壇となっている。マーラーによってリンテル10号が発見されている。リンテル10号はヤシュチラン最後のモニュメントで、最後の王キニチ・タトゥブ・頭蓋骨3世に関する唯一の記録である。808年に作成され、建造物3を守護神たちの名を連ねたワイビル（寝殿）として建設したことが記されている。テイト(1992)は建設された時代を9.19.0.0.0.（810年）と推定している。ヤシュチランの人口はこの建造物が建てられた直後から激減していくことが判明している。
建造物4号
大広場の東セクションの北西端に位置する高さ2メートルほどの長方形の大きな基壇。北東-南西の軸は川と垂直に交わり、東セクションの北西端にある建造物8とは並行している。北西面と南東面のそれぞれ中央に幅の広い階段がある。上部構造に使われていた石材は多量ではなく、木製の梁を用いた部屋であったとされる。9.15.0.0.0.(731年)から9.18.0.0.0.(790年)の間に建設されたと考えられる。
建造物5号
大広場の東セクションの川を背にした大きな基壇。東セクションの他二つの基壇とは異なり、川と平行している。上部構造の痕跡は確認できない。また、川に最も近い部分は一段低くなっており、狭い道状になっている。南西に向いた正面には幅14メートル弱、6段、480文字からなる神聖文字の階段1が存在する。神聖文字の階段1は鳥ジャガー4世の時代に、それ以前の彫刻や文字を漆喰で覆って彫りなおされたものである。9.15.0.0.0.(731年)から9.18.0.0.0.(790年)の間に建設されたと考えられる。
建造物6号
大広場の東セクションの川沿いに建つ建造物のひとつ。数メートル東側には建造物5号、すぐ西側には建造物7号がある。マーラーの発見時、外壁に鮮やかに赤く彩色された漆喰が残っていたことから、「川岸の赤い神殿」、または立地から「土手の神殿」と呼ばれた。また、マーラー以外の初期の探検家・研究者たちによっても記録されており、家A（モーズレー）、A（ロペス・デ・イェルゴ）など記号が振られ、シャルネーは特異な建築構造と装飾された外壁の痕跡に言及している。
建造物の外部は、東西11.25メートル、南北8.35メートル、高さは飾り屋根のない部分が約5メートル、飾り屋根の現存している部分の高さが4メートル、南側と北側にそれぞれ3箇所の入り口を持ち、東側と南側にも1つずつ入り口がある。内部には東西に細長い部屋（回廊）が3つあり、大広場に面した南側の入り口と東側・西側の入り口は部屋3につながっている。真ん中にある部屋2は一箇所の出入り口で部屋3とのみ接続している。北側の入り口は部屋1につながっており、部屋1は他の2つの部屋とは壁で分断されている。飾り屋根は建物の規模に比して非常に大きく重いもので、西側が大きく崩れている。南側のフリーズにはマスクのレリーフが現存している。
1976年のINAHによる発掘で、建造物6号、7号、8号が建築された後に、大広場の地面が0.6メートル上がっていたことが判明しており、これらの建造物は古典期前期に建設されたと推測されている。モール(2003)では9.6.0.0.0.（554年）から9.9.0.0.0.（613年）の間としている。またその発掘の際にラカンドン族が祭祀に使った土器が発見されている。マーラーは石造の桟橋などを含む川岸のテラスの建造物が侵食されて失われた可能性を提示している。階段が大広場下方5メートルから建造物6号と建造物7号の北東部に向かって伸びており、これらの建造物は古代において都市の玄関口の役割を果たしていたと考えられている。

## 研究史
シルヴェイナス・G. モーリーによると、1696年に最後のマヤ人の王国タヤサルの征服に向かった軍隊がこの遺跡を発見している可能性がある。また、1831年にグアテマラの自由党政府の将校であったイギリス人冒険家フアン・ガリンドがウスマシンタ川-パシオン川流域を探検し、パレンケを踏査しており、1833年に発表された報告書にヤシュチランらしき遺跡について短い記述が残っている。
記録に残っている発見者は、グアテマラのカレジオ・ナショナル（国立大学）に講師として勤務していたエドウィン・ロックストローで、1881年にこの遺跡を訪れている。ロックストローから遺跡の情報を聞いたイギリス人探検家のアルフレッド・モーズレーが、翌1882年に記録のための巨大な湿板カメラを携えて訪れ、そのわずか2日後にタバコ商人ピエール・ロリヤール4世の支援を受けたフランス人探検家デジレ・シャルネーが遺跡に到着し、遺跡に滞在していたモーズレーと遭遇している。モーズレーは発見の功績をシャルネーに譲り、代わりにシャルネから模型作成用の紙型の技術を学んだ。1886年にモーズレーは助手を派遣し模型の型取りをさせ、グアテマラ政府の許可を得て数点のリンテルをロンドンに持ち去っており、それらは現在では大英博物館に収蔵されている。そのうちリンテル56号が誤ってベルリンへ送られ、第二次世界大戦の爆撃で破壊されてしまった。その後、シャルネーは1863年に"Cites et ruines americanes"を、1885年に"Les anciennes ville s du Nouveau monde"を発表。モーズレーは、フレデリック・デュ・ケイン・ゴッドマンとオズバート・サルヴィンが監修した『中央アメリカ生物誌』の一部として、1889年から1892年にかけて5巻からなる『考古学』を発表。その2巻目にキリグアやイシムチェーなどの遺跡とともにヤシュチラン（Menché）での成果も収められた。
1895年、1897年、1900年の三度にわたって、オーストリア人探検家テオベルト・マーラーがこの遺跡に訪れ、詳細な調査を行って南アクロポリスを含む多数の未発見の建造物や彫刻を発見、撮影。マーラーの成果は、1903年にハーヴァード大学ピーボディー博物館より、"Reserches in the Central Portion of the Usumasintla Valley"の一部として、素晴らしい写真とともに発表された。カーネギー研究所のシルヴェイナス・G. モーリーが1914年と1931年に調査に訪れ、写真と図版を含むその成果は1937年から1938年に『ペテン地域の碑文』に収められている。ペンシルベニア大学のリントン・サタースウェイト・ジュニアも1934年と翌1935年に訪れ、数点のリンテルを発見している。
1960年にタチアーナ・プロスクリアコフによってピエドラス・ネグラスの古典期後期の支配者たちの歴史が判明し、引き続いてプロスクリアコフは1963年と1964年に発表された論文でヤシュチランの古典期後期の王朝史を解明した。碑文解読と王朝史の解明はリンダ・シーリーやピーター・マシューズらによってその後も続けられ、現在では他都市との関係も含めて研究が進んでいる。1968年にイアン・グラハムらによってピーボディー博物館の"Corpus of Maya Hieroglyphic Inscriptions"（マヤ神聖文字碑文集成）プログラムが開始され、ヤシュチランの碑文は三冊に分けて出版された（Vol.3のPt.1-3）。
1973年にメキシコ国立人類学歴史学研究所（Instituto Nacional de Antroplogia e Historia、INAH）によってヤシュチランの発掘調査が始まり、1986年にメキシコの経済状況が悪化したために調査は一時中断した。1989年から3年間、日本の毎日放送と並河萬里研究所の協力によって、小アクロポリスの調査が行われた。1990年に日本墨修好百周年を記念した「マヤ文明展」が日本の6都市で開催され、小アクロポリスの出土品22点を含むヤシュチランの遺物を中心にマヤ文明を日本に紹介した。INAHによる調査結果は、研究所長を務めたロベルト・ガルシア・モールらによって多数発表されている。

## アクセス
かつては遺跡へのアクセスが困難であり、陸路の場合徒歩で4日間、水路の場合2日間の日程を要した。また、遺跡のテラスを滑走路に使用して軽飛行機による輸送も行われていた。1990年代にグアテマラとの国境付近を通る道路がメキシコ政府によって開通されたため、現在は遺跡の約10キロメートル上流にあるフロンテラ・コロサルの町から観光客がボートで容易に訪れることができるようになっている。フロンテラ・コロサルは、メキシコとグアテマラの国境の町であり、ティカル観光の拠点であるグアテマラのフローレス市とパレンケ観光の拠点になっているメキシコのパレンケ市を結ぶルートの要衝となっている。そのため、パレンケからヤシュチランや近隣のボナンパクを訪問する日帰りツアーや、フローレスとパレンケを移動するついでにヤシュチランやボナンパクに立ち寄るツアーも一般的である。

## 保護区域
遺跡一帯は考古学的な価値のみならず、多数の動植物が生息する生物学的な価値を持ち合わせ、1992年8月21日にメキシコ政府からMonumento Natural（天然記念物）の指定がなされている。保護区域2,621ヘクタールのうち、遺跡中心部のある北側の一部分のみがZona Arqueologica（遺跡区域）として一般に開放されている。また、メキシコ政府はヤシュチランを含む地域を、Région Lacan-Tún – Usumacinta（ラカントゥン＝ウスマシンタ地域）として、ユネスコの暫定遺産リストに登録し、世界遺産登録を目指している。これはチアパス州の保護区域全体のうち45パーセントを占める広大なもので、生物圏保護区世界ネットワークにも登録されているモンテス・アスーレス生物圏保護区などの自然遺産や、ヤシュチランとボナンパクといった著名なマヤ文明の文化遺産も構成要素に含まれており、複合遺産に分類される。ウスマシンタ川を挟んで対岸のグアテマラ側一帯は、グアテマラ政府によってシエラ・デル・ラカンドン国立公園に指定されており、暫定遺産リストにも登録されている。

### 和書
- 中村誠一監修、サイモン・マーティン/ニコライ・グルーベ著 『古代マヤ王歴代誌』 長谷川悦夫・徳江佐和子・野口雅樹訳、創元社、2002年 ISBN 4422215175
- 増田義郎監修、マイケル・D・コウ著 『マヤ文字解読』 武井摩利・徳江佐和子訳、創元社、2003年 ISBN 4-422-20226-X
- メキシコ国立人類学歴史研究所監修、毎日新聞社・金子明編集『マヤ文明展　図録』毎日新聞社・毎日放送、1990年

### 洋書
- Robert García Moll (2003). "La arquitectura de Yaxchilán" CONCULTA/INAH ISBN 970-722-228-X
- Robert J. Sharer, Loa P. Traxler (2006). "The ancient Maya 6th Edition"Stanford University Press ISBN 0804748179
- Laura Elena Sotelo Santos (1992). "Yaxchilán" Chiapas gobierno del estado
- Tate, Carolyn E. (1992). "Yaxchilan: The Design of a Maya Ceremonial City." Austin: University of Texas Press. ISBN 0-292-77041-3

### Web
- Martin, Simon (2004). "A Broken Sky:The Ancient Name of Yaxchilan as Pa’ Chan" PARI Journal Vol. V, No. 1 Summer 2004
- Corpus of Maya Hieroglyphic Inscriptions, Yaxchilan
- Charnay, Désiré, 1887, Ancient Cities of the New World: Being Voyages and Explorations in　Mexico and Central America from 1857-1882 (Chapter XXII, pp. 430-458). New York: Harper & Brothers. Electronic edition (2005), mesoweb
- Maler, Teobert. "Researches in the central portion of the Usumatsintla Valley :report of explorations for the Museum, 1898-1900." Cambridge The Museum, 1901-03. VOL.II-NO.2 XIII Yaxchilan p.104-197